# Памятник Арцимовичу (город Лесной)
Па́мятник Льву Арцимо́вичу в Лесно́м — первый памятник в России в честь выдающегося советского учёного-физика, академика Академии наук СССР, Героя Социалистического Труда, лауреата Сталинской, Ленинской и Государственной премий СССР Льва Андреевича Арцимовича. Установлен на Коммунистическом проспекте, перед зданием Технологического института (филиал НИЯУ МИФИ).

## История
Памятник в Лесном открыт 26 сентября 2015 года, к 70-летию атомной отрасли. Автор — уральский скульптор Константин Грюнберг.
Инициаторы установления памятника — местные краеведы Владимир Струганов и Ольга Карякина, с 2006 года продвигавшие свою идею и проводившие просветительскую работу среди жителей города. Большую роль в реализации проекта сыграл директор Технологического института в Лесном В. В. Рябцун, подхвативший инициативу и ускоривший её воплощение.
Отлитием и установкой занималась екатеринбургская компания «Литейный Дворъ». Финансирование осуществили комбинат «Электрохимприбор» и головной университет в Москве.

## Описание
Памятник представляет собой бронзовый бюст Льва Арцимовича, держащего на ладони модель атома. Высота вместе с постаментом (первоначально — сталь) — около 4,0 метров.
В августе 2022 года проведена реконструкция постамента. Сделана облицовка его чёрным полированным гранитом, у подножия установлено металлическое ограждение.